# Olympic Tin học Quốc tế

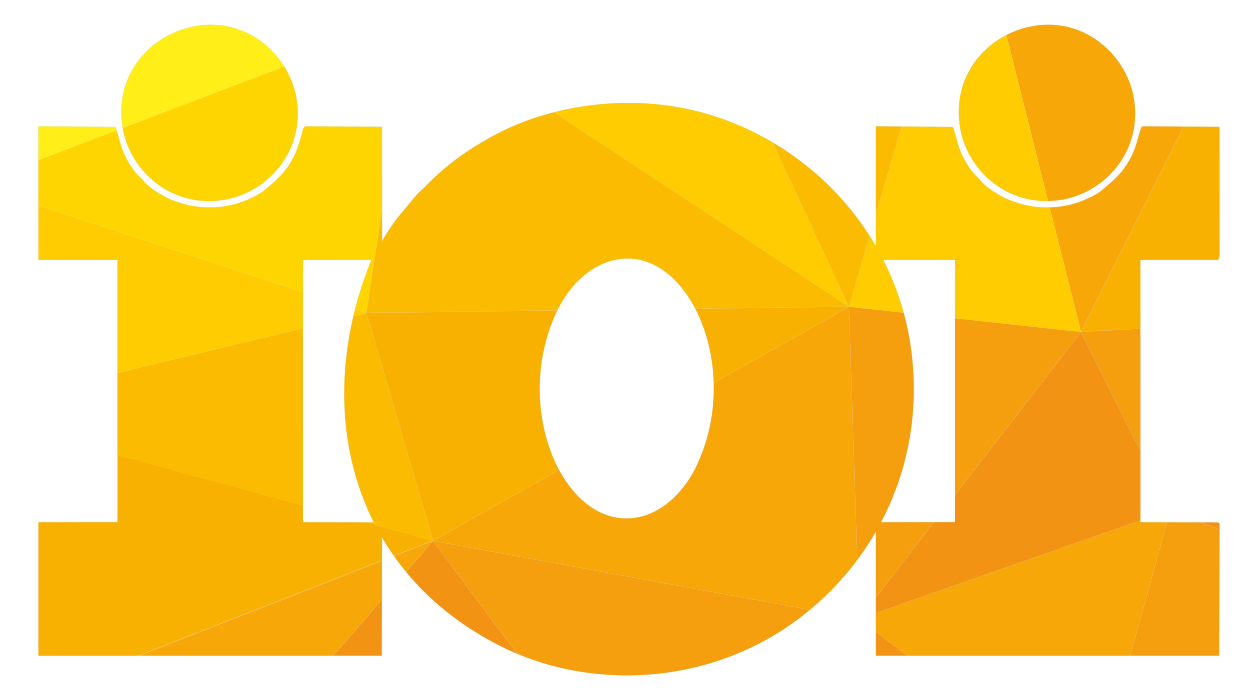
Logo của Olympic Tin học Quốc tế

Olympic Tin học Quốc tế (tiếng Anh: International Olympiad in Informatics, viết tắt là IOI) là một kỳ thi tin học được tổ chức hàng năm dành cho học sinh trung học. Kỳ thi IOI đầu tiên được tổ chức vào năm 1989.
Kỳ thi gồm hai ngày lập trình trên máy vi tính, giải quyết các bài toán về lĩnh vực thuật toán. Học sinh dự thi theo thể thức cá nhân, mỗi nước có thể có đến bốn thành viên tham gia. Học sinh tham dự giải được lựa chọn thông qua các kỳ thi tin học quốc gia. Ví dụ, đội tuyển Việt Nam được lựa chọn dựa trên kết quả kỳ thi chọn đội tuyển quốc gia thường được tổ chức vào tháng năm hàng năm.

## Cấu trúc của kỳ thi
Vào mỗi ngày thi, học sinh thường phải giải quyết ba bài toán trong vòng năm giờ. Mỗi học sinh làm việc một mình trên máy vi tính và không được phép nhận sự trợ giúp nào khác. Thông thường để giải quyết một bài toán, thí sinh phải viết một chương trình máy tính bằng bất cứ ngôn ngữ lập trình nào và nộp trước khi thời hạn năm giờ kết thúc. Sau đó, chương trình sẽ được chấm bằng cách cho chạy thử với các bộ dữ liệu (test data) được giữ bí mật, bao gồm nhiều test (thông thường 10 hoặc 20). Thí sinh được chấm điểm cho mỗi test mà chương trình chạy đúng, trong giới hạn bộ nhớ và thời gian cho phép. Có một số trường hợp, chương trình của thí sinh phải tương tác với một thư viện được giữ bí mật. Những bài toán loại này cho phép dữ liệu nhập vào không cần xác định trước, mà phụ thuộc vào sự tương tác của chương trình thí sinh, ví dụ trong các bài toán về trò chơi. Còn một loại bài toán khác trong đó thí sinh sẽ được phép biết các bộ dữ liệu vào (input) trong thời gian năm giờ thi. Với các bài toán loại này, thí sinh không cần nộp chương trình mà sẽ nộp các bộ kết quả (output) tương ứng. Thí sinh có thể tạo ra các file kết quả bằng bất kỳ cách nào, bằng cách viết chương trình, bằng tay, hoặc kết hợp cả hai phương pháp này.
Điểm của mỗi thí sinh là điểm tổng cộng của các bài toán trong hai ngày thi. Trong lễ trao giải, các thí sinh được trao huy chương tùy theo điểm tổng tương đối. 50% thí sinh dẫn đầu (tính trung bình hai thí sinh mỗi nước) sẽ được trao huy chương, sao cho tỉ lệ giữa vàng: bạc: đồng: không có huy chương xấp xỉ 1:2:3:6 (như vậy cứ khoảng 12 thí sinh sẽ có một huy chương vàng).

## Các kì IOI
| Lần thứ | Thời gian                         | Nước chủ nhà     | Thành phố đăng cai      | Website                                                         | Kết quả   |
| ------- | --------------------------------- | ---------------- | ----------------------- | --------------------------------------------------------------- | --------- |
| 1       | 16–19 tháng 5 năm 1989            | Bulgaria         | Pravetz                 |                                                                 | (kết quả) |
| 2       | 15–21 tháng 7 năm 1990            | Belarus, Liên Xô | Minsk                   |                                                                 | (kết quả) |
| 3       | 19–25 tháng 5 năm 1991            | Hy Lạp           | Athens                  |                                                                 | (kết quả) |
| 4       | 11–21 tháng 7 năm 1992            | Đức              | Bonn                    |                                                                 | (kết quả) |
| 5       | 16–25 tháng 10 năm 1993           | Argentina        | Mendoza                 | (website Lưu trữ ngày 5 tháng 1 năm 2004 tại Wayback Machine)   | (kết quả) |
| 6       | 3–10 tháng 7 năm 1994             | Thụy Điển        | Haninge                 |                                                                 | (kết quả) |
| 7       | 26 tháng 6 – 3 tháng 7 năm 1995   | Hà Lan           | Eindhoven               | (website)                                                       | (kết quả) |
| 8       | 25 tháng 7 – 2 tháng 8 năm 1996   | Hungary          | Veszprém                | (website)                                                       | (kết quả) |
| 9       | 30 tháng 11 – 7 tháng 12 năm 1997 | Nam Phi          | Cape Town               |                                                                 | (kết quả) |
| 10      | 5–12 tháng 9 năm 1998             | Bồ Đào Nha       | Setúbal                 |                                                                 | (kết quả) |
| 11      | 9–16 tháng 10 năm 1999            | Thổ Nhĩ Kỳ       | Antalya-Belek           | (website Lưu trữ ngày 16 tháng 5 năm 2001 tại Wayback Machine)  | (kết quả) |
| 12      | 23–30 tháng 9 năm 2000            | Trung Quốc       | Bắc Kinh                |                                                                 | (kết quả) |
| 13      | 14–21 tháng 7 năm 2001            | Phần Lan         | Tampere                 | (website Lưu trữ ngày 5 tháng 4 năm 2007 tại Wayback Machine)   | (kết quả) |
| 14      | 18–25 tháng 8 năm 2002            | Hàn Quốc         | Yong-In                 | (website Lưu trữ ngày 23 tháng 1 năm 2009 tại Wayback Machine)  | (kết quả) |
| 15      | 16–23 tháng 8 năm 2003            | Hoa Kỳ           | Kenosha, Wisconsin      | (website)                                                       | (kết quả) |
| 16      | 11–18 tháng 9 năm 2004            | Hy Lạp           | Athens                  | (website)                                                       | (kết quả) |
| 17      | 18–25 tháng 8 năm 2005            | Ba Lan           | Nowy Sącz               | (website)                                                       | (kết quả) |
| 18      | 13–20 tháng 8 năm 2006            | Mexico           | Mérida, Yucatán         | (website)                                                       | (kết quả) |
| 19      | 15–22 tháng 8 năm 2007            | Croatia          | Zagreb                  | (website)                                                       | (kết quả) |
| 20      | 16–23 tháng 8 năm 2008            | Ai Cập           | Cairo                   | (website)                                                       | (kết quả) |
| 21      | 8–15 tháng 8 năm 2009             | Bulgaria         | Plovdiv                 | (website Lưu trữ ngày 4 tháng 3 năm 2010 tại Wayback Machine)   | (kết quả) |
| 22      | 14–21 tháng 8 năm 2010            | Canada           | Ontario                 | (website)                                                       | (kết quả) |
| 23      | 22–29 tháng 7 năm 2011            | Thái Lan         | Pattaya                 | (website Lưu trữ ngày 4 tháng 9 năm 2010 tại Wayback Machine)   | (kết quả) |
| 24      | 23–30 tháng 9 năm 2012            | Ý                | Sirmione và Montichiari | (website Lưu trữ ngày 14 tháng 10 năm 2012 tại Wayback Machine) | (kết quả) |
| 25      | 6–13 tháng 7 năm 2013             | Úc               | Brisbane                | (website)                                                       | (kết quả) |
| 26      | 13–20 tháng 7 năm 2014            | Đài Loan         | Đài Bắc                 | (website Lưu trữ ngày 1 tháng 10 năm 2012 tại Wayback Machine)  | (kết quả) |
| 27      | 26 tháng 7 - 2 tháng 8 năm 2015   | Kazakhstan       | Almaty                  | (website)                                                       | (kết quả) |
| 28      | 12–19 tháng 8 năm 2016            | Nga              | Kazan                   | (website Lưu trữ ngày 2 tháng 3 năm 2017 tại Wayback Machine)   | (kết quả) |
| 29      | 28 tháng 7 - 4 tháng 8 năm 2017   | Iran             | Tehran                  | (website)                                                       | (kết quả) |
| 30      | 1–8 tháng 9 năm 2018              | Nhật Bản         | Tsukuba                 | (website)                                                       | (kết quả) |
| 31      | 4–11 tháng 8 năm 2019             | Azerbaijan       | Baku                    | (website Lưu trữ ngày 11 tháng 3 năm 2016 tại Wayback Machine)  | (kết quả) |
| 32      | 13–19 tháng 9 năm 2020            | Singapore        | trực tuyến              | (website)                                                       | (kết quả) |
| 33      | 19–25 tháng 6 năm 2021            | Singapore        | trực tuyến              | (website)                                                       | (kết quả) |
| 34      | 7–15 tháng 8 năm 2022             | Indonesia        | Yogyakarta              | (website)                                                       | (kết quả) |
| 35      | 28 tháng 8 - 4 tháng 9 năm 2023   | Hungary          | Szeged                  | (website)                                                       | (kết quả) |
| 36      | 1–8 tháng 9 năm 2024              | Ai Cập           | Alexandria              | (website)                                                       | (kết quả) |
| 37      | 27 tháng 7 - 3 tháng 8 năm 2025   | Bolivia          | Sucre                   | (website)                                                       | (kết quả) |
| 38      | 9–16 tháng 8 năm 2026             | Uzbekistan       | Tashkent                | (website)                                                       |           |
| 39      | 12–19 tháng 9 năm 2027            | Đức              | Potsdam                 | (website)                                                       |           |
| 40      | năm 2028                          | Nhật Bản         |                         |                                                                 |           |
| 41      | năm 2029                          | Bulgaria         |                         |                                                                 |           |

## Liên kết
- Ioinformatics.org Trang web của hội đồng IOI
- olympiads.win.tue.nl/ioi/ Trang web được nhiều người biết đến, có chứa thông tin về những kỳ thi IOI đã qua
- IOICAMP Lưu trữ ngày 2 tháng 4 năm 2006 tại Wayback Machine Trang web luyện tập về thuật toán, thành lập bởi khối THPT chuyên Toán - Tin Đại học khoa học tự nhiên - Đại học quốc gia Hà Nội.
- SPOJVN Lưu trữ ngày 1 tháng 9 năm 2011 tại Wayback Machine IOITRAIN[liên kết hỏng] Hệ thống chấm bài tập thuật toán tự động với giao diện tiếng Việt, gồm nhiều bài tập từ các kỳ thi học sinh giỏi quốc gia quốc tế.
- VNOI Vietnamese Olympiad in Informatics - Trang web để chia sẻ tài liệu, trao đổi về thuật toán.